# Copa espanyola d'hoquei sobre patins masculina 2020
La setanta-setena edició de la Copa espanyola d'hoquei patins masculina es disputarà al Palau d'Esports de Riazor, a la Corunya (Galícia), inicialment, entre el 19 i el 22 de març de 2020. No obstant, la data fou ajornada sine die davant del risc públic de contagi del COVID-19.
El 30 de gener s'efectuà el sorteig del torneig a la capital gallega, ciutat d'acollida de la competició. L'acte fou presentat per l'actor gallec Xosé Antonio Touriñán i comptà amb la presència del secretari general per a l'esport de la Xunta de Galícia, José Ramon Lete, el conseller d'esport de la Corunya, Juan Ignacio Borrego, i el president de la RFEP, Carmelo Paniagua, entre altres personalitats. El 13 de febrer s'anunciaren com a definitius els horaris dels partits.

## Participants
Els equips classificats com a caps de sèrie tenen un estel daurat al lateral ().
| Equips | Equips                  |
| ------ | ----------------------- |
|        | Barça                   |
|        | Deportivo Liceo         |
|        | Recam Làser CH Caldes   |
|        | Noia Freixenet          |
|        | Reus Deportiu Miró      |
|        | Garatge Plana Girona CH |
|        | CP Calafell Tot l'Any   |
|        | Igualada Rigat HC       |

## Resultats
Els horaris corresponen a l'hora d'hivern de Galícia (zona horària: UTC+1), als Països Catalans és la mateixa.
|  | Quarts de final                                   | Quarts de final |                                                   |  | Semifinals | Semifinals |  |  | Final | Final |
|  |                                                   |                 |                                                   |  |            |            |  |  |       |       |
|  | 19 de març - La Corunya Palau d'Esports de Riazor |                 |                                                   |  |            |            |  |  |       |       |
|  |                                                   |                 |                                                   |  |            |            |  |  |       |       |
|  | Igualada Rigat HC                                 |                 |                                                   |  |            |            |  |  |       |       |
|  | 21 de març - La Corunya Palau d'Esports de Riazor |                 |                                                   |  |            |            |  |  |       |       |
|  | CP Calafell Tot l'Any                             |                 |                                                   |  |            |            |  |  |       |       |
|  |                                                   |                 |                                                   |  |            |            |  |  |       |       |
|  | 19 de març - La Corunya Palau d'Esports de Riazor |                 |                                                   |  |            |            |  |  |       |       |
|  |                                                   |                 |                                                   |  |            |            |  |  |       |       |
|  | Deportivo Liceo                                   |                 |                                                   |  |            |            |  |  |       |       |
|  |                                                   |                 | 22 de març - La Corunya Palau d'Esports de Riazor |  |            |            |  |  |       |       |
|  | Reus Deportiu Miró                                |                 |                                                   |  |            |            |  |  |       |       |
|  |                                                   |                 |                                                   |  |            |            |  |  |       |       |
|  | 20 de març - La Corunya Palau d'Esports de Riazor |                 |                                                   |  |            |            |  |  |       |       |
|  |                                                   |                 |                                                   |  |            |            |  |  |       |       |
|  | Noia Freixenet                                    |                 |                                                   |  |            |            |  |  |       |       |
|  | 21 de març - La Corunya Palau d'Esports de Riazor |                 |                                                   |  |            |            |  |  |       |       |
|  | Recam Làser CH Caldes                             |                 |                                                   |  |            |            |  |  |       |       |
|  |                                                   |                 |                                                   |  |            |            |  |  |       |       |
|  | 20 de març - La Corunya Palau d'Esports de Riazor |                 |                                                   |  |            |            |  |  |       |       |
|  |                                                   |                 |                                                   |  |            |            |  |  |       |       |
|  | Barça                                             |                 |                                                   |  |            |            |  |  |       |       |
|  |                                                   |                 |                                                   |  |            |            |  |  |       |       |
|  | Garatge Plana Girona CH                           |                 |                                                   |  |            |            |  |  |       |       |
|  |                                                   |                 |                                                   |  |            |            |  |  |       |       |

### Quarts de final
| 19 de març de 2020 17:00h |  |                       |                                                  |
| Igualada Rigat HC         |  | CP Calafell Tot l'Any | Palau d'Esports de Riazor Àrbitres: Assistència: |
|                           |  |                       | Palau d'Esports de Riazor Àrbitres: Assistència: |

| 19 de març de 2020 21:15h |  |                    |                                                  |
| Deportivo Liceo           |  | Reus Deportiu Miró | Palau d'Esports de Riazor Àrbitres: Assistència: |
|                           |  |                    | Palau d'Esports de Riazor Àrbitres: Assistència: |

| 20 de març de 2020 17:00h |  |                       |                                                  |
| Noia Freixenet            |  | Recam Làser CH Caldes | Palau d'Esports de Riazor Àrbitres: Assistència: |
|                           |  |                       | Palau d'Esports de Riazor Àrbitres: Assistència: |

| 20 de març de 2020 21:15h |  |                         |                                                  |
| Barça                     |  | Garatge Plana Girona CH | Palau d'Esports de Riazor Àrbitres: Assistència: |
|                           |  |                         | Palau d'Esports de Riazor Àrbitres: Assistència: |